# Szkíta nyelv
A szkíta nyelvet, pontosabban a szkíta népek nyelvét – közmegegyezés szerint – az indoeurópai nyelvcsalád indoiráni ágán belül az iráni nyelvek keleti csoportjába osztják be. E csoportban csupán az oszét és a jagnobi él, a többi ide sorolt nyelv (avesztai, baktriai, szkíta, szarmata, alán, szogd és hvárezmi) kihalt.
Csak néhány tucat hitelesnek tekinthető szkíta kifejezést, illetve egy-két rövid, különböző jelekkel és ábécékkel rögzített – megfejtetlen vagy vitatott tartalmú – szkíta feliratot ismerünk.
Az ó- és a középkor tudósítói által rögzített valamennyi szkíta kifejezés névszó, többségük személynév. (Utóbbiak nem feltétlenül mind szkíta eredetűek, hiszen a névválasztást befolyásolhatja a környezet, a divat, a vallás stb.)

## Nyelvcsoportosítás
A szkíták nyelvét a szakemberek az indoeurópai nyelvcsaládba, az indoiráni nyelvek csoportjába, a kelet-iráni nyelvek közé sorolják. Utóbbiakat további két csoportba – észak- és délkeleti – rendezik.
A kelet-iráni nyelvek északkeleti csoportjába tartozna az avesztai, baktriai, szkíta, szarmata, alán, oszét, szogd, jagnobi és khoraszmiai nyelv. A dőlt betűváltozattal kiemeltek, illetve a szogd és a jagnobi a szakemberek szerint közelebbi rokonok. Az oszét és a jagnobi ma is él, a többi a nyelvészek szerint kihalt. A kelet-iráni nyelvek délkeleti csoportjába tartozik, többek között, a hotani és tumusukoi szaka nyelv. E kettőt ma már bizonyosan nem beszélik.
Az iráni nyelveket időbeli fejlődésük alapján is csoportosítják. A fiatalabb nyelvek egyikét-másikát a korábbi nyelvállapotokból vezetik le. Az óoszét például ezen osztályozás szerint külön nyelv, csakúgy, mint a jász. Az újoszét és a jagnobi stb. az itt fel nem sorolt újiráni nyelvek közé tartozik.
A fejlődéstörténeti rendszer az óiráni nyelvek csoportjába sorolja az avesztai, óperzsa, méd, parthiai és szkíta nyelvet. A középiráni nyelvek nyugati csoportjába tartozik a parthusok nyelve és a középperzsa. A keleti csoportot a szogd, khoraszmiai, a hotani és tumusukoi, a baktriai, valamint a szarmata, alán, jász és óoszét nyelv képviseli.
A szkíta kifejezés – ez valójában a szkíta népek szövetségének neve – e helyen a kelet-európai és közép-ázsiai pusztán egykor – a nyelvészek kijelentése szerint az i. e. 4. század előtt – honos szkíta népeket, illetve nyelvüket jelöli.
Alán az ászi nép szövetségének neve, és őket illeti a jász megszólítás is.
A szarmaták nyelvéről is alig maradt fenn adat.
Hotani, illetőleg tumusukoi szakáknak a Tarim-medence oázisaiban, illetve városállamaiban – pl. Hotan, Kasgar, Sacsö (Yarkant), Tumusuko – letelepedett szakaurakat nevezik. A szakaurak az Ili folyó és az Iszik-köl környékének őstelepesei voltak. A jüecsik vándorlása (i. e. 2. század) kimozdította őket lakóhelyükről, s onnan a Tarim-medencébe, az Iráni-fennsíkra (a Hilmend-tó vidékére), illetve az Indiai-félszigetre költöztek. A Tarim-medencében letelepedett népesség – kisebbségben – mintegy négyszáz év múltán elvesztette szkíta anyanyelvét, s a medence városállamaiban élő irániakhoz hasonult. A későbbiekben (4–11. század), írásos emlékeik révén, hotani stb. szakák néven váltak ismertté.

## A szkíta nyelv vizsgálatának kultúrtörténete
A 16–17. században az európai történettudományra és nyelvészetre döntő befolyást gyakorolt a nemzeti büszkeség. A tudósok igyekeztek felnagyítani saját nemzetük és nyelvük szerepét: mindkettő eredetét jeles ókori népekig, jobbára a szkítákig vezették vissza. A szkítákat pedig beillesztették a népek és nyelvek bibliai, özönvíz utáni leszármazási rendjébe. Tudósaink saját nemzetük nyelvét ily módon az emberiség ősnyelvének, vagy ahhoz legközelebb álló túlélőnek minősíthették.
Johannes Goropius Becanus németalföldi tudós elsőként állította, miszerint számos európai nyelv, például a görög és a latin, az általa szkítának nevezett ősnyelvből származik. Nézete szerint tehát a szkíta lenne az indoeurópai nyelvek őse.
A 17. és 18. században többen felismerték a hasonlóságokat a görög, a latin, a szanszkrit és más indoeurópai nyelvek között, és a nyelvi kapcsolatokat Becanus felfogása szerint magyarázták.
Elichmann (1601/1602–1639), Leidenben letelepedett sziléziai orvos a szkíták nyelvét minden nyelvek szülőanyjának tartotta. Elképzelését elsősorban a perzsa és a germán nyelv hasonlóságára alapozta. Eredményeinek közzétételében korán bekövetkezett halála akadályozta meg.
Becanus és Elichmann elgondolását a leideni Claudius Salmasius Marcus Zuerius Boxhornius fejlesztette tovább. Feltételezésük szerint a szkíták nyelve volt szülőanyja egyebek között a latinnak, görögnek, perzsának és germánnak. Salmasius a franciák eredetét a szkítákig vezette vissza. Boxhornius elképzelése szerint az európai és indoiráni nyelvek egyetlen közös ősből, nevezetesen a szkíta nyelvből erednek.
Az említett tudós férfiak feltevései nem a szkíták nyelvének ismeretén – e kérdésről nevezettek mit sem tudtak –, hanem ókori közhelyen alapultak. A szkítákat több ókori szerző, már Hérodotosz is, a világ legrégebbi népének mondja. Marcus Iunianus Iustinus például, Pompeius Trogus munkáját kivonatolva, ekképpen nyilatkozik e kérdésről: „A szkíták nemzetét mindig is legősibbnek tartották, bár hosszú időn át folyt a vita szkíták és egyiptomiak között saját fajuk régisége felől.” (Trogi Pompei Historiarum Philippicarum epitoma, 2: 1.)

### A Biblia tanúsága

A népcsoportok származása Iosephus Flavius szerint. Jáfet leszármazottait piros, Sém utódait zöld, Kám ivadékait kék szín jelöli

Az ősnyelvekről elmélkedő tudósok nem hagyhatták figyelmen kívül koruk vallásos meggyőződését sem, miszerint a Biblia Noét jelöli meg az emberiség vízözön utáni ősapjának, s a hébert az emberiség ősnyelvének.
A korai időkben keletkezett őstörténeti és nyelvészeti művek az egyes nemzetek eredetét rendszerint Noé fiaihoz, illetve az általuk képviselt népcsoportokig vezetik vissza. A Biblia szerint Jáfet leszármazottai (Gómer, Mágóg, Mádaj, Jáván, Túbal, Mesek, Tírász) népesítették be a Föld északi és keleti tájait (Mózes első könyve, 10: 2).
Mózes első könyve (10: 3) – hasonlóképpen A krónikák első könyve (1: 6) – Gómer fiának nevezi a szkíták bibliai ősét: „A Gómer fiai pedig: Askhenáz, Rifáth, és Tógármah.” Askenáz tehát Gómer legidősebb fia, ez pedig Jáfeté, aki Noé legkisebb fia. Askenáz leszármazottai pedig a szkíták.
Iosephus Flavius ezzel szemben a szkíták ősapjának Mágogot, Jáfet második fiát, Gómer fivérét jelöli ki: „… Mágog pedig a róla elnevezett mágogokat alapította, kik magukat szkítáknak nevezik” (Ιογδαικης αρχαιολογιας: A zsidók története, 1: 6).
A bibliai történet elemei felbukkannak a magyarok eredetét taglaló művekben is. Anonymus például ekként ír népünk származásáról: „Szcítiának első királya Mágóg volt, a Jáfet fia, és az a nemzet Mágóg királytól nyerte a magyar nevet.”
Kézai Simon szintúgy Jáfet leszármazottainak tekinti a magyarokat, ám nem mondja meg, Jáfet melyik fia volt a szkíták őse. „S midőn azon nemzetségek, mint Josephus mondja, zsidó nyelven beszéltek, az özönviz után a kétszázegyedik esztendőben a Jáfet magvából eredt Menróth óriás, Thana fia.” Szerzőnk leírásában a bibliai alakokon kívül szerepel Thana, Menróth és Eneth, valamint Hunor és Magor is. E nevek mondai vagy valóságos személyekre, illetve az általuk megtestesített népekre utalnak. (Lásd még: Az Árpád-ház eredetmondái, Magyar őstörténet.)
A Biblia állásfoglalásával kapcsolatban számos, egymásnak, és a mózesi hagyománynak is ellentmondó nyelvészeti feltételezés és őstörténet született. A tudomány képviselői erőt és fáradságot nem kímélve olyan rendszerek kidolgozására törekedtek, melyekben megfért volna az indoeurópai műveltség elsőbbségének és fölényének tantétele a bibliai hagyománnyal.

### Az indoeurópai szkíta ősnyelv gondolata
A vitákból végül az indoeurópai szkíta ősnyelv, illetve az indoeurópai műveltség elsőbbségének eszméje került ki győztesen. Ezen feltevést fejlesztették tovább – az említett úttörők nyomdokán haladva – német nyelvű kutatók, pl. Johann Kaspar Zeuß (1806–1856), Karl Müllenhoff (1818–1884), Wilhelm Tomaschek (1841–1901). Nevezett szerzők összegyűjtötték a szkítáknak tulajdonított kifejezéseket, és azokat indoeurópai nyelvek szavaival vetették egybe. A nyelvészek döntő többsége mai napig is ugyanezen elveket követve tanulmányozza a szkíta népek nyelvét. Módszereik bírálatát – általánosságban – Wencel ilyenképpen foglalja össze: „A történeti nyelvészet gyakran korlátozott bizonyítékokon alapuló általánosításokhoz folyamodik, olyan kijelentéseket tesz, melyek távolról sem nyilvánvalóak, s gyakran viták és különböző értelmezések tárgyát képezik.”
Az első összefoglaló tanulmányt a szkítáknak tulajdonított szavak értelmezésének tárgyában Max Vasmer (1886–1962) írta. Vaszilij Ivanovics Abajev (1900–2001) tanulmányában mintegy kétszáz szkíta, illetve szkítának mondott kifejezés szerepel.

### Eltérő vélemények
Az eltérő álláspontot képviselők közé sorolhatjuk először is Hérodotoszt, aki ekként nyilatkozik a királyi szkíták nyelvéről.
„A pásztori scythák közől egy férfi csapat föllázadván kivonult Média földére. Uralkodott pedig ezen időben a Médokon Cyaxares, Phraortesnek, Dejoces fiának, fia; a ki ezen scythákkal, mint oltalomért esdeklőkkel, eleinte jól bánt, annyira hogy nagyrabecsülvén őket, gyermekeket adott át nekik, hogy tanulják meg nyelvöket és a nyilak mesterségét.” – I. könyv, 73. szakasz (Télfy János fordítása).
A szakemberek a médek nyelvét is az iráni nyelvcsaládba sorozzák, beszélői azonban – a fentiek szerint – nem értettek szót az iráninak mondott szkítákkal.
Korunk jelesei közül többen megkísérelték a szkítákat, illetve nyelvüket balti-szláv, illetve uráli, altaji stb. nyelvekkel rokonítani, eredményeiket azonban – számon kérve többek között a meggyőző erőt, és mindenekelőtt a módszeres összehasonlító nyelvi elemzést – elutasították. A felsorakoztatott kifogásokat mindazonáltal az iráni szómagyarázók többségének hibájaként éppúgy fel lehetne róni.
Karl Johann Heinrich Neumann (1823–1880) a szkítákat és nyelvüket – Sprache der Skythen című fejezet (174–200. oldal) – a mongolokkal, illetve nyelvükkel kapcsolta össze. Egyes szófejtéseiről részletesebben értekezik Télfy dolgozata (54–57. oldal).
Neumann többek között görög nyelvű feliratokon szereplő szauromata (méd), trák stb. eredetű neveket (pl. Arguanagosz: Αργυαναγος, Tumbagosz: Τυμβαγος), mi több, görög kifejezéseket, pl. arotéresz (αροτηρες: szántóvetők) is mongolból próbál magyarázni.
Példák a szkíták eredetmondájában előszámlált nevek köréből. (A szkíta kifejezéseket mindenütt azon formában adjuk meg, ahogyan görög, latin stb. írók lejegyezték. A szófejtések eredményét is betű szerint idézzük.)
- Targitaosz (Ταργιταος) – a királyi szkíták első nagyura, illetve mondabeli ősapja = „tarkhakhu” (magát kiterjeszteni, elszaporítani).
- Leipoxais (Λειποξαις), Nitoxais (Νιτοξαις) – Targitaosz legidősebb fia, az ekések (aukhatai) pártfogója = „nitsoktschi” (távol tartó, elkerülő).
- Arpoxais (Αρποξαις) – Targitaosz középső fia, a hajcsárok (katiaroi) és harcfiak (traszpiesz) pártfogója = „urbaktschi”, „urbatschi” (eldöntetlen, ingadozó).
- Kolaxais (Κολαξαις) – Targitaosz legkisebb fia, a királyok (paralatai) pártfogója = „khulaghukhu”, „khulughukhu”; „khulaghuktschi”, „khulaghatschi” (rabolni; rabló).
- Aukhatai (Αυχαται) – az eke jelképezte foglalkozás képviselői = „aoghat” (legidősebb), „aoghatai” (bátor, erőteljes).
- Katiaroi (Κατιαροι) – az iga jelképezte foglalkozás képviselői = „choitu”, khuitu” (mögött; következő).
- Traszpiesz (Τρασπιες) – a szekerce jelképezte foglalkozás képviselői = Neumann e nevet nem értelmezi.
- Paralatai (Παραλαται) – az áldozati csésze jelképezte foglalkozás képviselői = Neumann e nevet sem magyarázza.
- Szkolotoi (Σκολοτοι) – a szkíta szövetség elnevezése, a Szküthai (Σκυθαι) kifejezés társneve = „djoltu”, „djoltai” (sikerektől kísért, szerencsés).

Johann Gustav Cuno (1820–1891) a szkítákat – Ueber die sprache der pontischen Skythen című fejezet (324–336. oldal) – a lett–szláv (balti–szláv) népek közé tartozónak tekintette.
Cuno szójegyzéke hézagos, és több, nyilvánvalóan nem szkíta eredetű kifejezést is magában foglal. Szerzőnk bizonyos szkíta kifejezésekről, bár említi őket, nem értekezik. Vélhetően nem lelte meg balti vagy szláv nyelvek körében párhuzamukat. Példáinkat a szkíták eredetmondájában előszámlált nevek köréből vettük.
- Kolaxaisz = „kaliti” (hűvös kedélyű; vízben lehűtött izzó vas).
- Szkolotoi = „skala” (kőszikla).
- Lipoxaisz (Λιποξαις) = „lĕpŭ” (szép), „lëpiù” (parancs).
- Katiaroi = „kotera”, „kotora” (harc), „kotorati” (harcos).

### Magyar szófejtési kísérletek
Magyarok is beálltak a szófejtők sorába, megállapításaiknak azonban, ahogyan külföldön, úgy idehaza sem volt különösebb visszhangjuk.
Télfy Iván (1816–1898) a szkítákat a magyarok őseinek tartja, maga azonban nem foglalkozik szkíta szavak visszafejtésével. Mindamellett a Hérodotosz által is idézett, többes számú antakaioi (αντακαιοι: nagy termetű tokféle hal szkíta neve) kifejezést a magyar tokok szóval fordítja.
Csengery Antal (1822–1880) szerint a szkíták sumer–akkád nemzetiségűek voltak.
Vámbéry Ármin (1832–1913) és Kuun Géza (1838–1905) törökös népességnek tartja a szkítákat.
Fischer Károly Antal (1838–1926) terjedelmes értekezést tett közzé a szkíta szavak összehasonlításának tárgyában. Meggyőződése szerint a szkíták nyelve lényegét tekintve a magyarral azonos.
Nagy Géza (1855–1915) valamennyi említett magyar szerző közül a legalaposabban járta körül a kérdést, s a szkítákat, illetve nyelvüket ural–altajiként sorolta be.
Mészáros Gyula (1914–1998) a hatti nyelv szavaival vetett össze, s magyarázott meg több szkíta kifejezést. A szkíta nevek közé sorolt több görög szót is, pl. Hülaié (Υλαιη: Erdőség).

### A szkíták saját feljegyzései

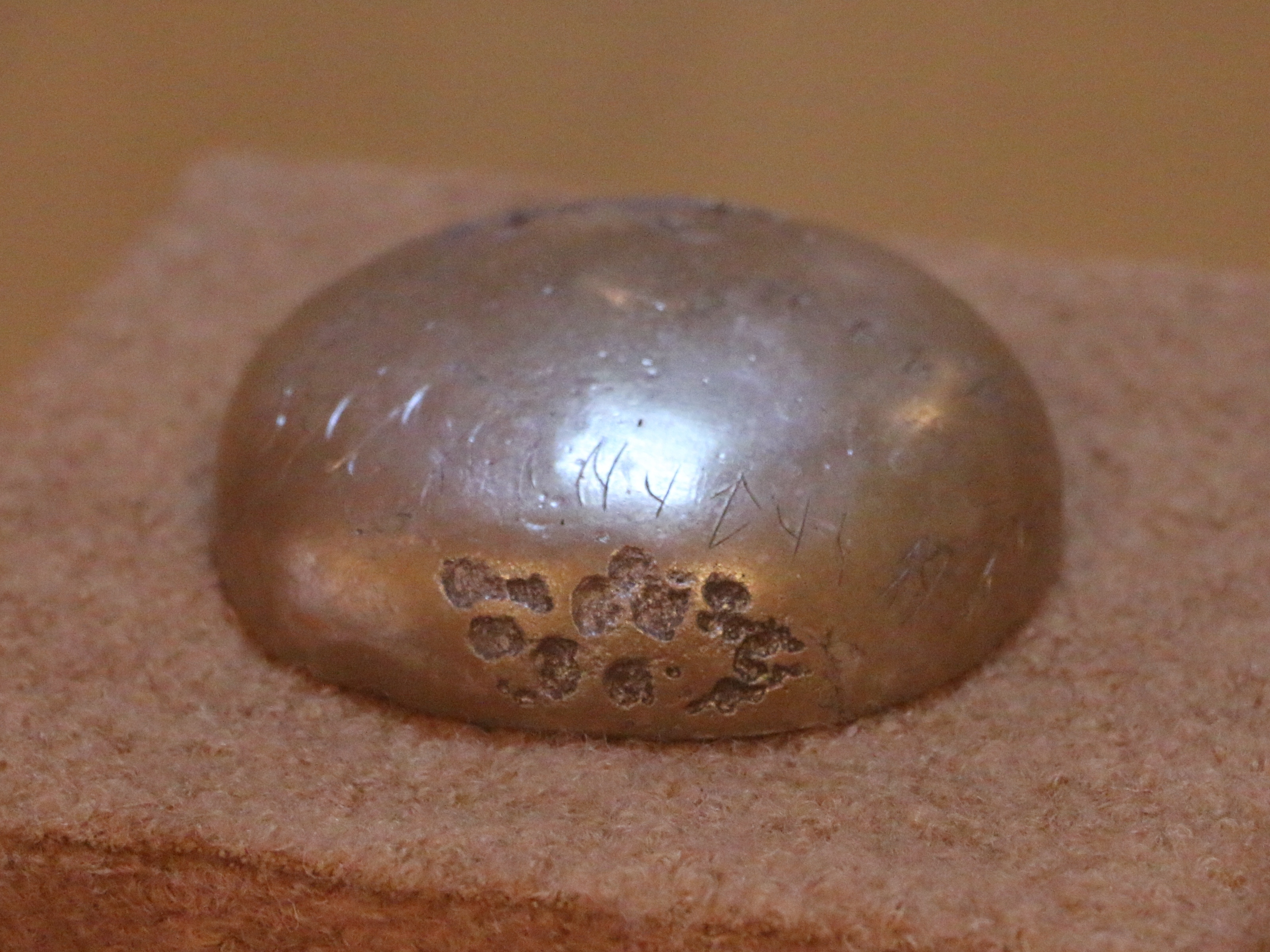
Az Iszik sírhalomból kiásott csésze

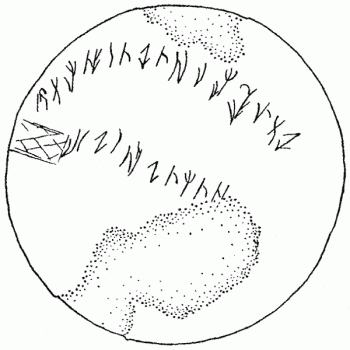
Az Iszik sírhalomból kiásott csésze rovásfelirata (fejjel lefelé)

A szkíták – jóllehet az írást, rovást ismerték és használták – nem hagytak ránk terjedelmesebb szövegeket. Közlendőjüket valószínűleg inkább bőrre festették vagy fára rótták stb., ezen anyagok pedig nem állnak ellen az idő pusztításának. Fennmaradt azonban néhány csontból, fémből, szaruból stb. készült tárgy, jelek, feliratok vannak, azonban sem ezek nyelve, sem ezek írásrendszere nem ismeretes. Többen kísérleteztek ezek megfejtésével, hihető, illetve általánosan elfogadott megoldás azonban még nemigen született.

### Ókori tudósítók feljegyzései

Görög gyarmatvárosok a Fekete-tengernél

Az egykorú forrásokban fennmaradt szkíta szavak száma – ide sorolva a pénzérméken, görög, latin, perzsa és más nyelvű feliratokon rögzített, bizonyossággal szkítáknak tulajdonítható neveket is – alig több száznál. Valamennyi kifejezés névszó, jó részük tulajdonnév.
Legkorábban (i. e. 8–7. század) urartui és asszír ékiratos táblák, illetve bibliai iratok adnak hírt a szkítákról, nevezetesen a királyiakról. Az ék- és hieroglif jelekkel, illetve a héber írásjelekkel rögzített nevek az eredeti szkíta szavaknak alkalmasint korcs alakját tükrözik. A szkíta szövetség – Isqigulu, illetve Askuza, Iskuza – nevét urartui és asszír ékiratos táblákon örökítették meg. A Bibliában a szövetség neve Askuz (אשכנו: ’askūz), illetve rontott alakban Askenáz (אשכנז: ’askənaz).
Akkád nyelvű feliratokon (i. e. 7. század) szerepel szkíta fejedelmek – Ispakai és Bartatua vagy Partatua – megszólítása is. Utóbbi nevét – Partita alakban – hettita és luvi jelekkel is rögzítették.
Görög források (i. e. 6–5. század) szintúgy ismerik a szkíta szövetség, valamint Ispakai és Partatua nevét. A görögök hallásához igazított névalakok: Szküthai (Σκυθαι), Aszpakosz (Ασπακος) és Protothüész (Προτοθυης).
Hérodotosz és Sztrabón, valamint Caius Plinius Secundus stb. munkájában körülbelül száz szkíta, illetve szkítáknak tulajdonított kifejezés szerepel. Személy-, nép- és törzsi nevek, istenségek megszólítása, földrajzi nevek stb. Néhánynak ezek közül hírmondóink jelentését is megadták, magyarázataik azonban nem egy esetben mondvacsináltnak bizonyultak.
A Fekete-tenger északi partvidékére települt görög gyarmatvárosok (pl. Nikonion, Olbia Pontiké, Pantikapaion) feliratos síremlékei, tárgyai megörökítettek nem csupán görög, hanem szkíta, trák, kaukázusi stb. eredetű szavakat is. Ezek szinte kizárólag – természetszerűen – személynevek. Egyiket-másikat a felirat görög szövege mondja szkítának, másokat pedig egyéb módon tudunk azonosítani. Többségük eredetének megállapításához azonban nincsen semmiféle fogódzónk. A szakemberek általában szkítának vagy „szarmatának” minősítik mindazon kifejezéseket, melyeket a görög nyelv szókészlete alapján értelmezni nem tudnak. A szóban forgó kifejezések száma, ha nem vesszük figyelembe az ismétlődéseket, háromszáz körül lehet.
A szkíta vagy „szarmata” eredetűnek minősített neveket többen is vizsgálták, és úgy találták, hogy a régebbi feliratokon szereplők óiráni párhuzamokat mutatnak; ezek képviselnék a nyelvészek által szkítának mondott nyelvet. Az újabb feliratokon szereplők pedig inkább az oszét nyelv szavaival rokoníthatók; ezek lennének a szarmatának nevezett nyelv képviselői.
Festett vázákon is seregnyi – több mint kétezer –, görögként nemigen értelmezhető név maradt ránk. Részletesebb elemzésükkel a szakemberek még adósaink.

### Csűrés-csavarás

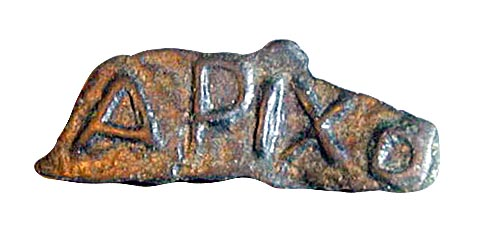
Orikosz (Arikh) nagyúr delfint formázó pénzérméje: Arikh O[lbia]. A szkíta uralkodó görögre átírt neve e helyt nélkülözi a görögben kötelező névszói toldalékot

Az ókor tudósítói, lehettek bármily kiműveltek is saját anyanyelvükben, nem szükségképpen voltak tájékozottak idegenekét illetően. A görögben, a latinban stb. hiányzó hangokat nyilván a leginkább hasonlóval, szabályozás hiányában hallásuk szerint próbálták meg helyettesíteni, és eszerint betűzték le a többnyire másodkézből, pl. katonáktól, kereskedőktől, tolmácsoktól hallott idegen szavakat. Mindezekhez adjuk még hozzá a kéziratokat másolók tévedéseit is.
A görögök úgy bántak idegen kifejezésekkel, miként áldozataival Prokrusztész. Lássuk példaképpen perzsa főurak felsorolását Hérodotosz munkájában (3: 70): Intaphrenész (Ινταφρενης), Otanész (Οτανης), Gobrüész (Γοβρυης), Hüdarnész (Υδαρνης), Megabüzosz (Μεγαβυζος), Aszpathinész (Ασπαθινης). Ugyanezen névsor a behisztuni felirat óperzsa szövegében (4: 83–86): Vindafarnā, Utāna, Gaub(a)ruva, Vidarna, Bagabuxsa, Ardumanis.
Idegenek szavait a görögök – kisebb vagy nagyobb mértékben – a maguk nyelvéhez hajlították, s lehetőség szerint görög értelemmel is felruházták. Az eredeti szó tartalmát azonban nem vizsgálták, s ez okból a görögösített változat értelme nem felel meg az eredeti szó jelentésének. Az Amu-darja óperzsa nevéből (Waxš: szilaj, vad) görögjeink ekként alkottak Oxoszt (οξος: ecetes bor), a kelet-balkáni trák-szkíták egyik nagyurának nevéből Dromikhaitészt (Δρομιχαιτης: Út-sörény) stb.
A görög névszó, illetve többes jelölése (pl. -osz; -oi) – szaporítja gondjainkat, hogy esetenként e jelölést segédhangzó betoldásával illesztik a szótőhöz – magában foglalhatja, többnyire elferdítve, az átírt idegen szavak utolsó hangzóit, pontosabban közülük egyet vagy többet.
A perzsa Bagabuxsa név első két szótagjából (baga) a görögök nagyot, hatalmasat (megasz: μεγας) faragtak, a negyedik (xsa) utolsó hangját pedig belegyúrták a névszó jelölésébe: Mega-büz-osz (Μεγαβυζος). Az óperzsa Kurus névnek két végső hangzója esett áldozatul a görögösítésnek: Kür-osz (Κυρος), latinosan Cyrus.
A népneveket a görög és a latin kötelezően többes számban adja meg, pl. Dakoi (Δακοι); Daci. Az egyes számú alanyesetből (Dakosz: Δακος; Dacus) következtetve az eredeti szkíta szó *dak, *dako és *dakos stb. egyaránt lehetett. Az ászi nép – a mai köznyelvben jászok – címzését vélhetően szkíta egyesből, illetve többesből is átültették görögre: aszi-oi (ασιοι), illetve iazüg-esz (ιαζυγες).
Különböző szerzőknél, sőt ugyanazon szerző különböző kézirataiban sokszor másként betűzik le ugyanazon szkíta nevet.
A királyi szkíták tengeristenségének megszólítása Hérodotosz szerint Thagimaszadasz (Θαγιμασαδας) vagy Thamimaszada (Θαμιμασαδα). Plinius könyvében viszont Temarunda vagy Temerinda. Órigenész munkájában ugyanez Thageszmana (Θαγεσμανα).
Az Érdem, az érdemekben bővelkedő életút, régiesen érdempálya szkíta megszemélyesítőjének görögösített neve ókori feljegyzésekben Argimpasza (Αργιμπασα), Arippasza (Αριππασα), Artimpasza (Αρτιμπασα), Artimpaszan (Αρτιμπασαν), illetve Exampaiosz (Εξαμπαιος), Amaxampaiosz (Αμαξαμπαιος) alakban is szerepel. Ugyanezen istenség neve görög feliraton Igdampaiész (Ιγδαμπαιης). Hasonló nevet viselt a kangarok vezérlő törzse – VII. Kónsztantinosz munkájában Értém (Ηρτημ) –, továbbá egy uráli nemzet, az argippaiok népe. Elnevezésüket Argippaioi (Αργιππαιοι), Argimpaioi (Αργιμπαιοι), Orgempaioi (Οργεμπαιοι), Orgiempaioi (Οργιεμπαιοι) – latin forrásokban aremphaei, arimphaei – alakban jegyezték fel az ókor hírmondói.
Az egyik szkíta nagyúr neve Hérodotosz munkájának különböző kézirataiban Szauliosz (Σαυλιος), Szauaiosz (Σαυαιος), Szaulaio (Σαυλαιο). Ugyanez görög feliraton Szauaioszosz (Σαυαιοσος), Diogenész Laertiosz művében pedig Kadouidasz (Καδουιδας). Utóbbi alighanem a görög szigma (Σ) és a kappa (Κ), illetve a szigma (σ) és a delta (δ) betűképének hasonlósága, jobban mondva a szkíta nyelvet nem ismerő szerző vagy a kéziratmásolók tanácstalansága stb. okán öltött egyéni alakot.
A szkíták eredetmondájában előszámlált királyi sarjak közül egyiknek neve négyféle alakban – Leipoxaisz (Λειποξαις), Lipoxaisz (Λιποξαις), Nipoxaisz (Νιποξαις), Nitoxaisz (Νιτοξαις) – szerepel Hérodotosz kézirataiban. A Diodórosz Szikeliotész könyvében felbukkanó Napész (Ναπης) alakból következtetve a szóban forgó név helyesebb alakja *Napoxaisz (*Ναποξαις) lehetett. E helyen a lambda (Λ) és a nű (Ν), a pi (π) és a tau (τ), illetve az egymás után írt epszilon és ióta (ει), valamint az alfa (α) betűképének hasonlatossága teremthetett kétséget, zavart.
Különböző írásrendszerek, eltérő nyelvi szabályok a szkíta kifejezéseket más és más alakkal ruházták fel. A szkíta szövetség nevét például az asszír írnokok az as-ku-za, illetőleg is-ku-za szótagoknak megfelelő ékjelekkel jegyezték le. Mivel azonban az ékjelek készletével a szóban forgó kifejezést nem szükségképpen tudták kifogástalanul akkádra átültetni, ennélfogva (további fogyatékosságoktól eltekintve) az utolsó szótag mássalhangzója rontott, magánhangzója járulékos is lehet.
A görögök a szkíta szövetség nevét a maguk nyelvén Szküthai (Σκυθαι) alakban írták le. (Ennek végéről a névszói toldalékot lenyesve egy szótagú szküth szótőhöz jutunk.) Az akkád felirat feltünteti a szókezdő magánhangzót, a görögök vélhetően nyelvük szabályait követve hagyták el. Tegyük még hozzá, hogy a görög nyelv, az akkáddal ellentétben, nem ismeri az s hangot, ábécéje az azt jelölő betűt.
Ha megpróbáljuk az akkádból és a görögből átírt as-ku-za, is-ku-za, illetve szküth betűsort egyeztetni, akkor két szótagú, feltételezett *as-kuC, *as-küC stb. szóalakot kapunk. A C a szkíták nyelvében egy vagy több mássalhangzónak felelhetett meg. (Lásd még: A szkíta szövetség nevéről, A szövetség neve Ferenczi szerint.)